# Partiell flyttfågel

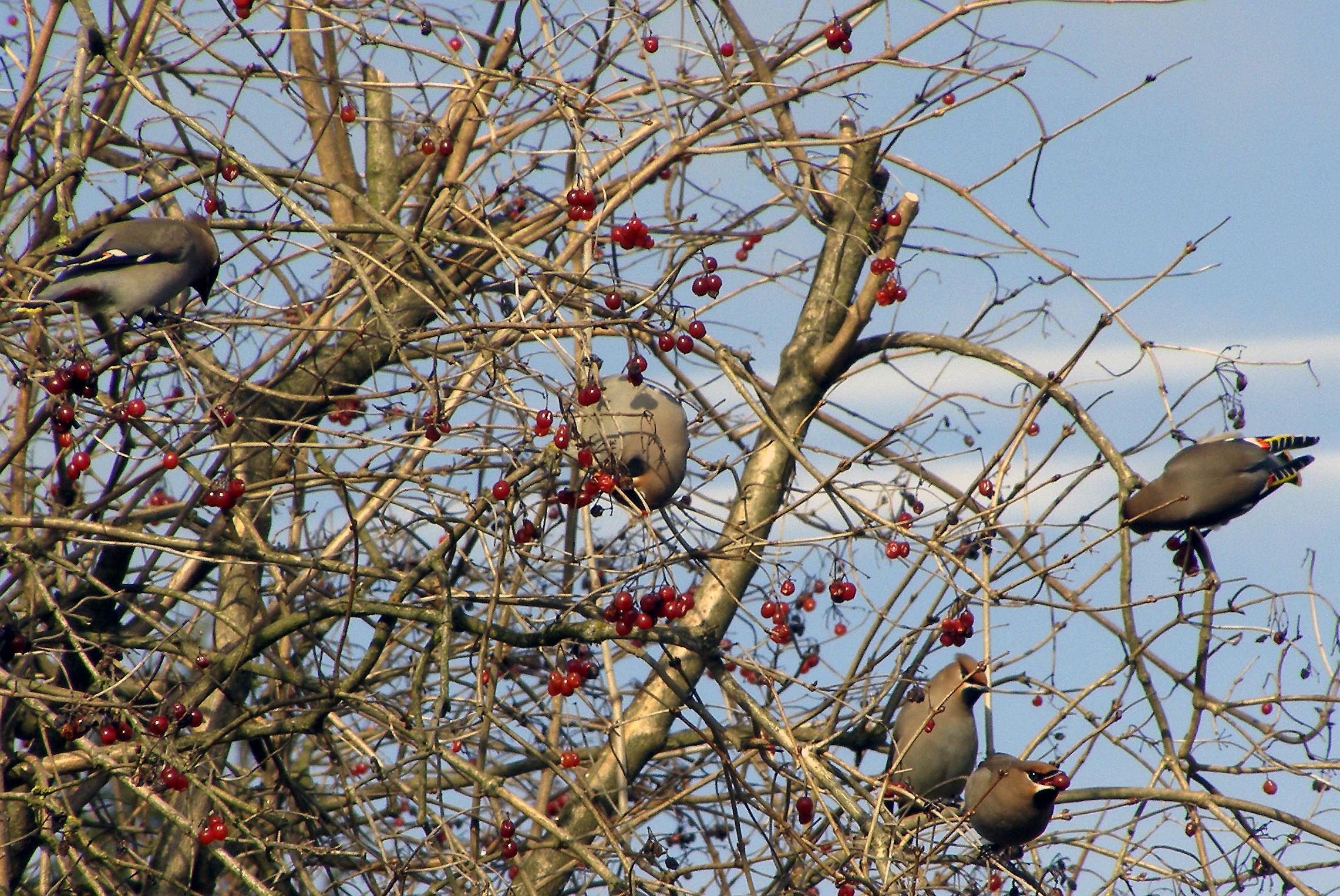
Sidensvansen är en partiell flyttfågel som vissa vintrar uppträder invasionsartat.

Partiell flyttfågel eller strykfågel kallas de fåglar som på olika sätt varken beter sig som typiska flyttfåglar eller stannfåglar. Hos dessa arter, exempelvis blåmes, talgoxe, kaja och kråka, flyttar vissa delar av populationen säsongsvis kortare sträckor, men har inget fast vinterkvarter, medan andra delar av populationen stannar kvar kring häckningsområdet. Hos de flesta av dessa partiella flyttfåglar flyttar olika stora mängder av populationen olika år. Detta kan exempelvis bero på födotillgång vid häckningsplatsen. När större mängder fåglar dyker upp under en period talar man om invasionsfåglar eller invasionsflyttare, och typiska nordeuropeiska exempel är domherre, sidensvans och korsnäbbar.
Ibland används begreppet kortflyttare synonymt med partiell flyttfågel men kortflyttare har även andra innebörder, se flyttfågel.